# Liste der Baudenkmäler in Rugendorf
Auf dieser Seite sind die Baudenkmäler in der oberfränkischen Gemeinde Rugendorf zusammengestellt. Diese Tabelle ist eine Teilliste der Liste der Baudenkmäler in Bayern. Grundlage ist die Bayerische Denkmalliste, die auf Basis des Bayerischen Denkmalschutzgesetzes vom 1. Oktober 1973 erstmals erstellt wurde und seither durch das Bayerische Landesamt für Denkmalpflege geführt wird. Die folgenden Angaben ersetzen nicht die rechtsverbindliche Auskunft der Denkmalschutzbehörde.
 Diese Liste gibt den Fortschreibungsstand vom 5. September 2014 wieder und enthält 23 Baudenkmäler.

## Ensembles

### Ensemble Ortskern Rugendorf
Rugendorf (Lage), im Kern wohl ein Haufendorf der fränkischen Kolonisation des 9./10. Jahrhunderts, besitzt ein Ortskernensemble von biedermeierlich-dörflichem Gepräge. Der Platz wird beherrscht von der spätgotischen Pfarrkirche. In ihrer unmittelbaren Nähe befinden sich Schulhaus und Pfarrhaus und im direkten Vorfeld die fünfhundertjährige Dorflinde, ein Brunnen des 19. Jahrhunderts und ein Kriegerdenkmal. Den nördlichen Platzabschluss bildet ein Gasthaus. Die Bebauung ist vorwiegend traufseitig, weist jedoch unterschiedliche Dachformen auf. Abgesehen von jüngeren Störungen bietet der Dorfplatz ein Erscheinungsbild von etwa 1830. Als zweiter historischer Schwerpunkt des Ortskernes befindet sich hinter der Kirche das Schloss aus dem 16. Jahrhundert. Aktennummer: E-4-77-151-1.

## Baudenkmäler nach Gemeindeteilen

### Rugendorf
| Lage                                                                  | Objekt                                                   | Beschreibung | Akten-Nr.     | Bild                                         |
| --------------------------------------------------------------------- | -------------------------------------------------------- | --- | ------------- | -------------------------------------------- |
| Am Anger 1 (Standort)                                                 | Auszugshäuschen, jetzt Stallung und Speicher             | Zweigeschossiger Walmdachbau mit Sandsteingliederung, um 1840/50 | D-4-77-151-1  | Auszugshäuschen, jetzt Stallung und Speicher |
| Badstraße 14 (Standort)                                               | Wohnhaus                                                 | Eingeschossiger Satteldachbau mit Sandsteinrahmung, 1836 | D-4-77-151-2  | BW                                           |
| Birngasse 7 (Standort)                                                | Bauernhof                                                | Zweigeschossiger Wohnstallbau, Sandsteinquader mit Fachwerkobergeschoss, teilverschiefert, Satteldach, bezeichnet „1763“ Zugehöriges Nebengebäude, eingeschossiger Satteldachbau mit Backofen, wohl um 1900 | D-4-77-151-23 | weitere Bilder                               |
| Dorfplatz 1 (Standort)                                                | Evangelisch-lutherische Pfarrkirche St. Erhard und Jakob | Kreuzgewölbter Chor, flachgedecktes Langhaus mit Emporeneinbauten, um 1550, über älterem Kern, Ausbau des Langhauses 1658; mit Ausstattung Zugehörige Kirchhofmauer und Kapelle                             | D-4-77-151-3  | weitere Bilder                               |
| Dorfplatz 4, Dorfplatz 5 (Standort)                                   | Ehemaliges Schulhaus und Kantorat                        | Zweigeschossiger Halbwalmdachbau, Sandsteinrahmungen, bezeichnet „1830“, im Kern älter | D-4-77-151-5  | weitere Bilder                               |
| Dorfplatz 5 (Standort)                                                | Ehemaliges Pfarrhaus                                     | Zweigeschossiger Wohnstallbau mit Satteldach, Sandsteinrahmung, bezeichnet „1823“ | D-4-77-151-6  | weitere Bilder                               |
| Dorfplatz 6 (Standort)                                                | Gasthaus Zur Post                                        | Zweigeschossiger Mansardwalmdachbau mit verputztem Fachwerkobergeschoss, bezeichnet „1760/70“ Zugehörig Anbau und Hoftor                                                                                    | D-4-77-151-7  | weitere Bilder                               |
| Dorfplatz 8, Dorfplatz, Langenbühl, Mühlleite (Standort)              | Gasthaus Zum schwarzen Roß, ehemaliges Gasthaus Dehler   | Zweigeschossiger Satteldachbau, Erdgeschoss 18. Jahrhundert, verschiefertes Fachwerkobergeschoss erstes Drittel 19. Jahrhundert; zugehöriges Hoftor, bezeichnet „1920“                                      | D-4-77-151-8  | weitere Bilder                               |
| Dorfplatz, Langenbühl, Mühlleite (Standort)                           | Dorfbrunnen                                              | Achtseitiges Sandsteinbecken, Mitte 19. Jahrhundert | D-4-77-151-13 | BW                                           |
| Hanneshügel 5 (Standort)                                              | Bauernhaus                                               | Zweigeschossiger Walmdachbau, bezeichnet „1852“ | D-4-77-151-9  | BW                                           |
| In Rugendorf (Standort)                                               | Nebengebäude vom Gasthaus Nützel                         | Zweigeschossiger Walmdachbau mit Sandsteineckquaderung, reich gegliedertes Obergeschoss, bezeichnet „1843“                                                                                                  | D-4-77-151-4  | weitere Bilder                               |
| Mühlleite 2 a, Mühlleite 2 b, Mühlleite 2 c, Mühlleite 2 d (Standort) | Ehemaliges Schloss                                       | Dreigeschossiger Satteldachbau, unverputztes Brockenmauerwerk, um 1555 | D-4-77-151-10 | Ehemaliges Schloss                           |
| Unteres Dorf 8 (Standort)                                             | Wohnhaus                                                 | Eingeschossiger Satteldachbau mit Eckquaderung, bezeichnet „1844“ | D-4-77-151-12 | weitere Bilder                               |

### Eisenwind
| Lage                   | Objekt     | Beschreibung                                            | Akten-Nr.     | Bild |
| ---------------------- | ---------- | ------------------------------------------------------- | ------------- | ---- |
| Eisenwind 1 (Standort) | Bauernhaus | Zweigeschossiger Satteldachbau, 1885, über älterem Kern | D-4-77-151-14 | BW   |

### Feldbuch
| Lage                  | Objekt    | Beschreibung | Akten-Nr.     | Bild |
| --------------------- | --------- | --- | ------------- | ---- |
| Feldbuch 1 (Standort) | Bauernhof | Zweigeschossiges Wohnhaus mit Satteldach und Sandsteingliederung, bezeichnet 1837; Scheune, eingeschossiger verbretterter Ständerbau, bezeichnet „1850“; zugehörig Hoftor und -mauer sowie Hofpflasterung, wohl 19. Jahrhundert | D-4-77-151-15 | BW   |

### Losau
| Lage                | Objekt        | Beschreibung                                                                             | Akten-Nr.     | Bild     |
| ------------------- | ------------- | ---------------------------------------------------------------------------------------- | ------------- | -------- |
| Losau 1 (Standort)  | Wohnstallhaus | Eingeschossiger Satteldachbau mit Sandsteinrahmungen, bezeichnet „1812“                  | D-4-77-151-16 | BW       |
| Losau 7 (Standort)  | Gasthaus      | Zweigeschossiger Wohnstallbau mit Satteldach, verschiefertes Fachwerkobergeschoss, 1846  | D-4-77-151-17 | Gasthaus |
| Losau 35 (Standort) | Losauer Mühle | Eingeschossiger Halbwalmdachbau über hohem Kellergeschoss, zweite Hälfte 18. Jahrhundert | D-4-77-151-18 | BW       |

### Zettlitz
| Lage                   | Objekt                 | Beschreibung                                                                       | Akten-Nr.     | Bild |
| ---------------------- | ---------------------- | ---------------------------------------------------------------------------------- | ------------- | ---- |
| Zettlitz 1 (Standort)  | Hakenhof               | Zweigeschossiger Walmdachbau mit Sandsteingliederung, bezeichnet „1849“            | D-4-77-151-20 | BW   |
| Zettlitz 10 (Standort) | Wohnhaus               | Zweigeschossiger Walmdachbau mit Sandsteingliederung, bezeichnet „1823“            | D-4-77-151-21 | BW   |
| Zettlitz 14 (Standort) | Gastwirtschaft Weisath | Eingeschossiger Wohnstallbau mit Satteldach, Sandsteinrahmungen, bezeichnet „1824“ | D-4-77-151-22 | BW   |

## Ehemalige Baudenkmäler
In diesem Abschnitt sind Objekte aufgeführt, die früher einmal in der Denkmalliste eingetragen waren, jetzt aber nicht mehr. Objekte, die in anderem Zusammenhang also z. B. als Teil eines Baudenkmals weiter eingetragen sind, sollen hier nicht aufgeführt werden. Aktennummern in diesem Abschnitt sind ehemalige, jetzt nicht mehr gültige Aktennummern.

| Lage                                | Objekt        | Beschreibung                                         | Akten-Nr.     | Bild          |
| ----------------------------------- | ------------- | ---------------------------------------------------- | ------------- | ------------- |
| Rugendorf Unteres Dorf 1 (Standort) | Wohnstallhaus | Eingeschossiger Satteldachbau mit Eckquaderung, 1844 | D-4-77-151-11 | Wohnstallhaus |